# Memorial Hubert Wagner 2008
Il Memorial Hubert Wagner 2008 si è svolto dal 16 al 18 maggio 2008 a Olsztyn, in Polonia: al torneo hanno partecipato quattro squadre nazionali e la vittoria finale è andata per la seconda volta alla Polonia.
In questa edizione il torneo è valido come gruppo di qualificazione al campionato europeo 2009.

## Squadre partecipanti
| Squadra    | Qualificazione      | Ultima partecipazione       |
| ---------- | ------------------- | --------------------------- |
| Estonia    | Wild card           | Esordio                     |
| Montenegro | Wild card           | Esordio                     |
| Polonia    | Paese organizzatore | Memorial Hubert Wagner 2007 |
| Ungheria   | Wild card           | Esordio                     |

## Torneo

### Risultati
| 16 maggio 2008 ?, Olsztyn Durata: ? - Spettatori: ? | Polonia    | 3 - 0 | Montenegro | 25-19, 25-18, 25-20        |
| 16 maggio 2008 ?, Olsztyn Durata: ? - Spettatori: ? | Estonia    | 3 - 1 | Ungheria   | 27-25, 25-27, 25-13, 25-21 |
| 17 maggio 2008 ?, Olsztyn Durata: ? - Spettatori: ? | Polonia    | 3 - 0 | Estonia    | 28-16, 25-17, 25-19        |
| 17 maggio 2008 ?, Olsztyn Durata: ? - Spettatori: ? | Montenegro | 3 - 1 | Ungheria   | 25-21, 25-23, 28-30, 27-25 |
| 18 maggio 2008 ?, Olsztyn Durata: ? - Spettatori: ? | Estonia    | 3 - 1 | Montenegro | 25-20, 25-20, 16-25, 25-21 |
| 18 maggio 2008 ?, Olsztyn Durata: ? - Spettatori: ? | Polonia    | 3 - 0 | Ungheria   | 25-17, 25-19, 25-18        |

### Classifica
| Pos | Squadra    | Pt | G | V | P | SV | SP | Ratio | PF  | PS  | Ratio |
| --- | ---------- | -- | - | - | - | -- | -- | ----- | --- | --- | ----- |
| 1   | Polonia    | 6  | 3 | 3 | 0 | 9  | 0  | MAX   | 225 | 172 | 1.308 |
| 2   | Estonia    | 5  | 3 | 2 | 1 | 6  | 5  | 1.200 | 254 | 246 | 1.033 |
| 3   | Montenegro | 4  | 3 | 1 | 2 | 4  | 7  | 0.571 | 248 | 263 | 0.943 |
| 4   | Ungheria   | 3  | 3 | 0 | 3 | 2  | 9  | 0.222 | 237 | 281 | 0.843 |

## Classifica finale
| Pos | Squadre    | Qualificazione |
| --- | ---------- | -------------- |
|     | Polonia    | -              |
|     | Estonia    | -              |
|     | Montenegro | -              |
| 4   | Ungheria   | -              |

## Premi individuali
| Premio                | Nome           | Squadra    |
| --------------------- | -------------- | ---------- |
| MVP                   | Mariusz Wlazły | Polonia    |
| Miglior realizzatore  | Miloš Ćulafić  | Montenegro |
| Miglior attaccante    | Mariusz Wlazły | Polonia    |
| Miglior muro          | Daniel Pliński | Polonia    |
| Miglior ricevitore    | Marcin Wika    | Polonia    |
| Miglior libero        | Sten Esna      | Estonia    |
| Miglior palleggiatore | Paweł Woicki   | Polonia    |
| Miglior servizio      | Mariusz Wlazły | Polonia    |